# Tercera Vía (España)
Tercera Vía (anteriormente Confederación Nacional de Agrupaciones Políticas Independientes - CAPI) es una federación de partidos española de carácter independiente, transversal, municipalista y regionalista [cita requerida] con ámbito de actuación nacional.
Tercera Vía busca aunar las fuerzas de los numerosos grupos políticos independientes de España de ámbito local y regional para convertirse en una alternativa política real al bipartidismo. Entre sus principales objetivos están la obtención de representación a nivel nacional y la modificación de la actual Ley Electoral. Su lema es “libres para pensar, independientes para actuar”.

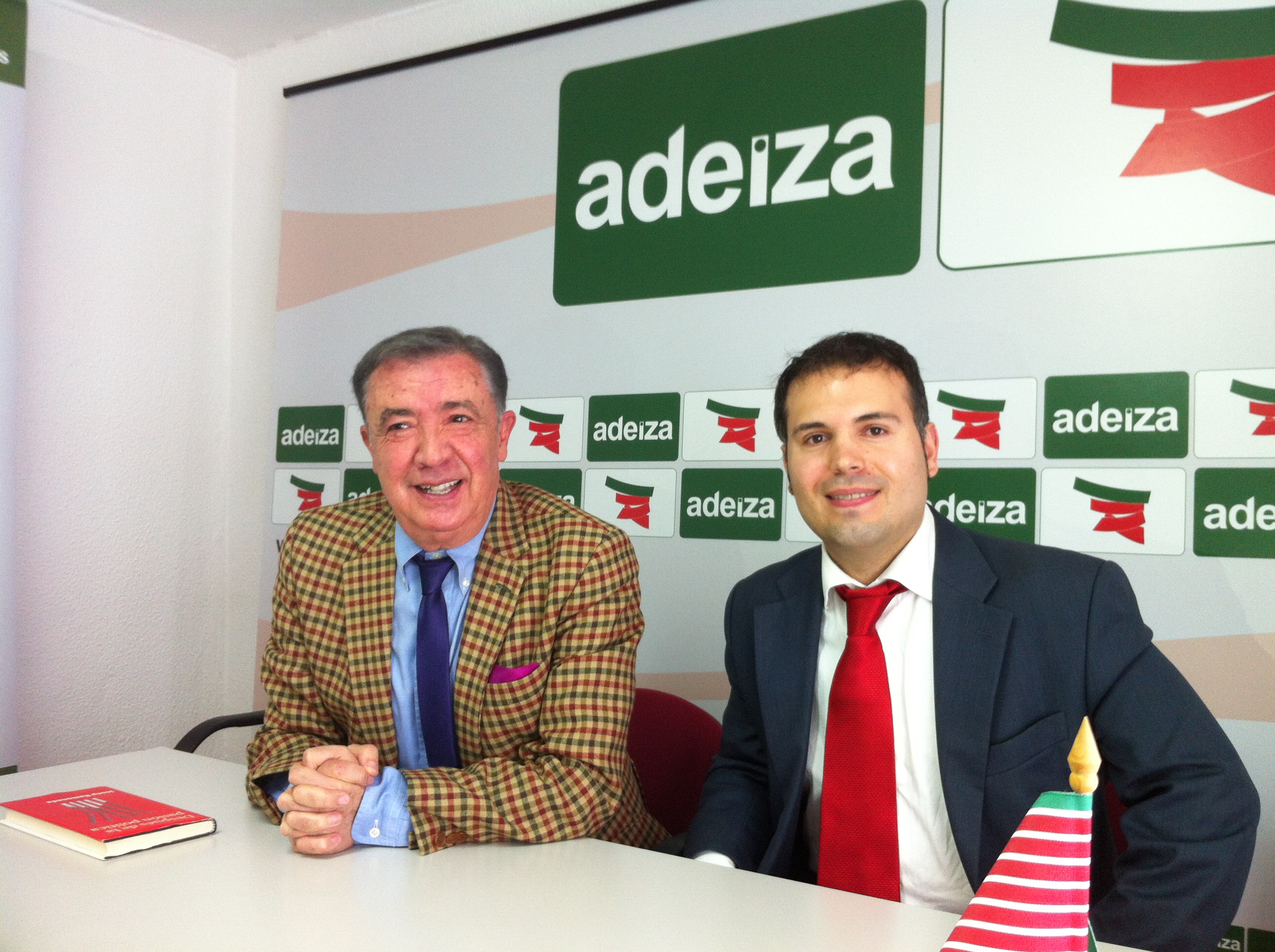
Foto del primer presidente de Tercera Vía, Miguel Ángel Mateos y el actual Carlos Delgado Pulido

Sus orígenes están en los congresos de partidos políticos independientes celebrados entre 2004 y 2009 en Cuenca, Aranjuez, Almansa, Majadahonda y Mérida, habiendo sido por tanto un proyecto gestado durante varios años. Su constitución se realizó en Mérida el 28 de marzo de 2009, y su reconocimiento oficial culminó con la inscripción en el Registro de Partidos Políticos en marzo de 2010. Su congreso fundacional se celebró en Leganés el 12 de junio de 2010, y contó con la asistencia de representantes de grupos políticos de numerosos lugares de España. Su actual presidente, Carlos Delgado, es concejal y portavoz de Unión por Leganés - ULEG.
En abril de 2014 se anunció que Tercera Vía y Ciudadanos-Partido de la Ciudadanía habían suscrito un acuerdo de colaboración mutuo. A los pocos meses, y tras la disolución de algunos de sus partidos miembros en Ciudadanos, Tercera Vía anunció que Ciudadanos había roto unilateralmente el acuerdo.

## Miembros
| Partido                                          | Alcance    | Ámbito                               | Concejales | Número de votos |
| ------------------------------------------------ | ---------- | ------------------------------------ | ---------- | --------------- |
| Ahora Decide                                     | Provincial | Provincia de Zamora, Castilla y León | 97/1548    | 3.320           |
| Unión por Leganés (ULEG)                         | Municipal  | Leganés, Comunidad de Madrid         | 4/27       | 14.491          |
| Movimiento Ciudadano de Cartagena (MC Cartagena) | Municipal  | Cartagena, Región de Murcia          | 8/27       | 23.934          |
| Total                                            |            |                                      | 109/67 515 | 41.745          |

Las cifras expresados en la tabla son las obtenidas en las  Elecciones municipales de España de 2019.
En las Elecciones a las Cortes de Castilla y León de 2022 se presentó junto a Ahora Decide por Zamora dentro de la coalición Zamora Decide, con Manuel Fuentes como candidato.  Desde entonces, ha cesado en su actividad en redes sociales y carece de página web.
| Elecciones                                                                    | Votos | % (en Zamora) | Diputados (en Zamora) |
| ----------------------------------------------------------------------------- | ----- | ------------- | --------------------- |
| Elecciones a las Cortes de Castilla y León de 2022 (dentro de España Vaciada) | 2.076 | 2,42%         | 0/7                   |